# Sabanczino (Tatarstan)
Sabanczino (ros. Сабанчино) – wieś (dieriewnia) w Rosji, w Tatarstanie, w rejonie kukmorskim. W 2021 liczyła 121 mieszkańców.